# Free Willy 3 - Il salvataggio
Free Willy 3 - Il salvataggio (Free Willy 3: The Rescue) è un film del 1997 diretto da Sam Pillsbury, sequel di Free Willy - Un amico da salvare del 1993 e di Free Willy 2 del 1995.

## Trama
Jesse, ormai sedicenne, lavora come assistente di ricerca sulle orche su una nave da ricerca chiamata Noah insieme al suo vecchio amico Randolph, che ha promesso a Glen e Annie di tenerlo fuori dai guai mentre è al lavoro. A bordo di una nave del genere, la Botany Bay, Max Wesley, dieci anni, fa il suo primo viaggio in mare con suo padre, John, un baleniere discendente da una lunga stirpe di baleniere e scopre la vera natura illegale dell'attività di famiglia che include la vendita di balene in un mercato sotterraneo giapponese. Durante la sua prima caccia, Max cade accidentalmente in mare e si trova faccia a faccia con Willy. Jesse e Randolph scoprono una lancia sulla pinna di Willy, portandoli a sospettare che lui, la sua compagna incinta Nicky e il loro branco vengano cacciati illegalmente dai balenieri di Botany Bay che si fingono pescatori commerciali. Jesse va dal capo di Noah, Drake, riguardo alla minaccia per le balene, ma si rifiuta di agire finché Jesse non riesce a ottenere le prove. Quando Jesse e Max si incontrano per la prima volta, Jesse presenta Max a Willy in modo appropriato dopo aver appreso dell'esperienza di Max e della sua passione per le balene.
Più tardi quella notte, mentre Randolph distrae John e i balenieri in un bar come ha chiesto Jesse, Jesse riesce a intrufolarsi a bordo della Botany Bay per rubare una delle lance usate per sparare alle balene e scopre che i balenieri stanno tornando indietro per inseguire. Willy, Nicky e il loro pod, usano una registrazione audio di una canzone che Jesse suona con la sua armonica come esca per Willy. Drake ha intenzione di chiedere aiuto il giorno successivo, ma sapendo che sarà troppo tardi, Jesse, Randolph e il loro collega ricercatore Drew Halpert rubano la Noah dal suo ormeggio e inseguono le baleniere stesse. Un John indignato scopre che suo figlio non è dalla sua parte, ma questo non ferma Max mentre salta in acqua, costringendo i balenieri a interrompere l'inseguimento delle balene per eseguire un salvataggio "uomo in mare" per Max, che ha dato Jesse, Randolph e Drew hanno abbastanza tempo per aggiornarsi.
Dopo che il trio ha utilizzato senza successo una pistola lanciarazzi e il sistema PA della loro barca per cercare di convincere i balenieri a fermarsi, Jesse spinge la Noah nella Botany Bay proprio mentre John spara con un arpione, la scossa fa sì che l'arpione manchi Willy e fa cadere John nel mare. Willy cerca di ucciderlo, ma Jesse e Max convincono Willy a risparmiarlo. John rimane intrappolato sotto una rete e quasi annega, e alla fine si trova faccia a faccia con lo stesso Willy. Willy lo spinge in superficie, permettendo a Jesse e Randolph di salvarlo. La Coastal Marine Patrol arriva, essendo stata convocata alla radio da Jesse prima che speronasse la Botany Bay, coglie i balenieri sul fatto e li arresta. Essere salvato da Willy fa sì che John veda gli errori dei suoi modi di cacciare le balene e si riconcili con Max che lo perdona.
Giorni dopo, Jesse, Randolph, Drew e Max assistono alla nascita del figlio di Willy e Nicky. Max suggerisce di chiamare il cucciolo appena nato come Willy, ma Jesse decide di chiamarlo come Max. Successivamente, Willy, Nicky e Max nuotano in mare aperto.